# Ignatowskoje (obwód wołogodzki)
Ignatowskoje (ros. Игнатовское) – wieś w Rosji, w rejonie szeksnińkim obwodu wołogodzkiego. W 2010 r. liczyła 79 mieszkańców.